# Holocotylon anomalum
Holocotylon anomalum är en svampart som beskrevs av Zeller 1947. Holocotylon anomalum ingår i släktet Holocotylon och familjen Agaricaceae.   Inga underarter finns listade i Catalogue of Life.